# Чу Мингю
Чу Мингю (кор. 주민규; общепринятая латинская транскрипция — Joo Min-kyu; род. 13 апреля 1990, Чхонджу) — южнокорейский футболист клуба «Ульсан Хёндэ». 

## Карьера
Футбольную карьеру начинал в юношеском возрасте на школьном уровне, а позже продолжил в Университете Ханян, вместе с который в 2009 году принимал участие в розыгрыше Кубка Южной Кореи, в котором отличился забитым голом. Посоле окончания университета в феврале 2013 года футболист присоединился к южнокорейскому клубу «Коян Хай». Дебютировал за клуб 17 марта 2013 года в матче против клуба «Анян», выйдя в стартовом составе. Дебютный гол за клуб забил 6 апреля 2013 года в матче против клуба «Асан Мугунхва». Провёл в клубе 2 полноценных сезона, отличившись за этот период 7 забитыми голами и 2 результативными передачами.
В январе 2015 года футболист перешёл в южнокорейский клуб «Сеул И-Лэнд», где стал выступать в амплуа нападающего. Дебютировал за клуб 29 марта 2015 года в матче против клуба «Анян», выйдя на замену на 82 минуте. Дебютный гол за клуб забил 15 апреля 2015 года в матче против клуба «Кимчхон Санму». В начале 2017 года футболист на правах арендного соглашения присоединился к клубу «Кимчхон Санму» для прохождения военной службы. Дебютный матч как за клуб, так и в южнокорейском чемпионате сыграл 4 марта 2017 года против клуба «Канвон». В своём следующем матче 12 марта 2017 года забил дебютный гол против клуба «Чоннам Дрэгонз».
После окончания арендного соглашения с клубом «Кимчхон Санму» футболист ещё какое то время поиграл за «Сеул И-Лэнд». В январе 2019 года перешёл в клуб «Ульсан Хёндэ» на полноценной основе. Дебютировал за клуб 29 марта 2019 года в матче против клуба «Чеджу Юнайтед», выйдя на замену на 80 минуте. Дебютный гол за клуб забил 6 апреля 2019 года в матче против клуба «Кимчхон Санму». В апреле 2019 года вместе с клубом отправился на матчи Лиги чемпионов АФК. Первый матч на турнире сыграл 10 апреля 2019 года против японского клуба «Кавасаки Фронтале». На протяжении всего сезона футболист вместе с клубом держались на первом месте в турнирной таблицы, однако в финальном матче уступили клубу «Пхохан Стилерс» и стали серебряным призёром чемпионата.
В феврале 2020 года футболист перешёл в южнокорейский клуб «Чеджу Юнайтед». В своём дебютном матче 9 мая 2020 года против клуба «Сеул И-Лэнд» отличился дебютным забитым голом. Вместе с клубом по итогу сезона стал победителем Kей-Лиги 2. В своём следующем сезоне футболист стал лучшим бомбардиром южнокорейского чемпионата с 22 забитыми голами. На протяжении всех 3 сезонов проведённых в клубе футболист успел отличиться 49 забитыми голами и 9 результативными передачами во всех турнирах. В конце 2022 года покинул клуб.
В январе 2023 года на правах свободного агента футболист вернулся в «Ульсан Хёндэ». Первый матч за клуб сыграл 25 февраля 2023 года против клуба «Чонбук Хёндэ Моторс», выйдя на поле в стартовом составе. Первым в сезон забитым голом за клуб отличился 12 марта 2023 года в матче против «Сеула». В сентябре 2023 года вместе с клубом отправился на матчи Лиги чемпионов АФК. Первый матч на турнире сыграл 3 октября 2023 года в против японского клуба «Кавасаки Фронтале».

## Международная карьера
В 2015 году футболист попал в расширенный список футболистов, получивших вызов в национальную сборную Южной Кореи для участия в Кубке Восточной Азии, однако позже футболист не попал в окончательную заявку команды.

## Достижения
«Чеджу Юнайтед»
- Победитель Кей-лиги 2 — 2020